# ロールス・ロイス・シルヴァーレイス
シルヴァーレイス（Silver Wraith ）はロールス・ロイスが1947年から1959年に製造した乗用自動車である。また1977年から1983年にかけてシルヴァーシャドウIIのロングホイールベース版にシルヴァーレイスIIの名称が使われた。

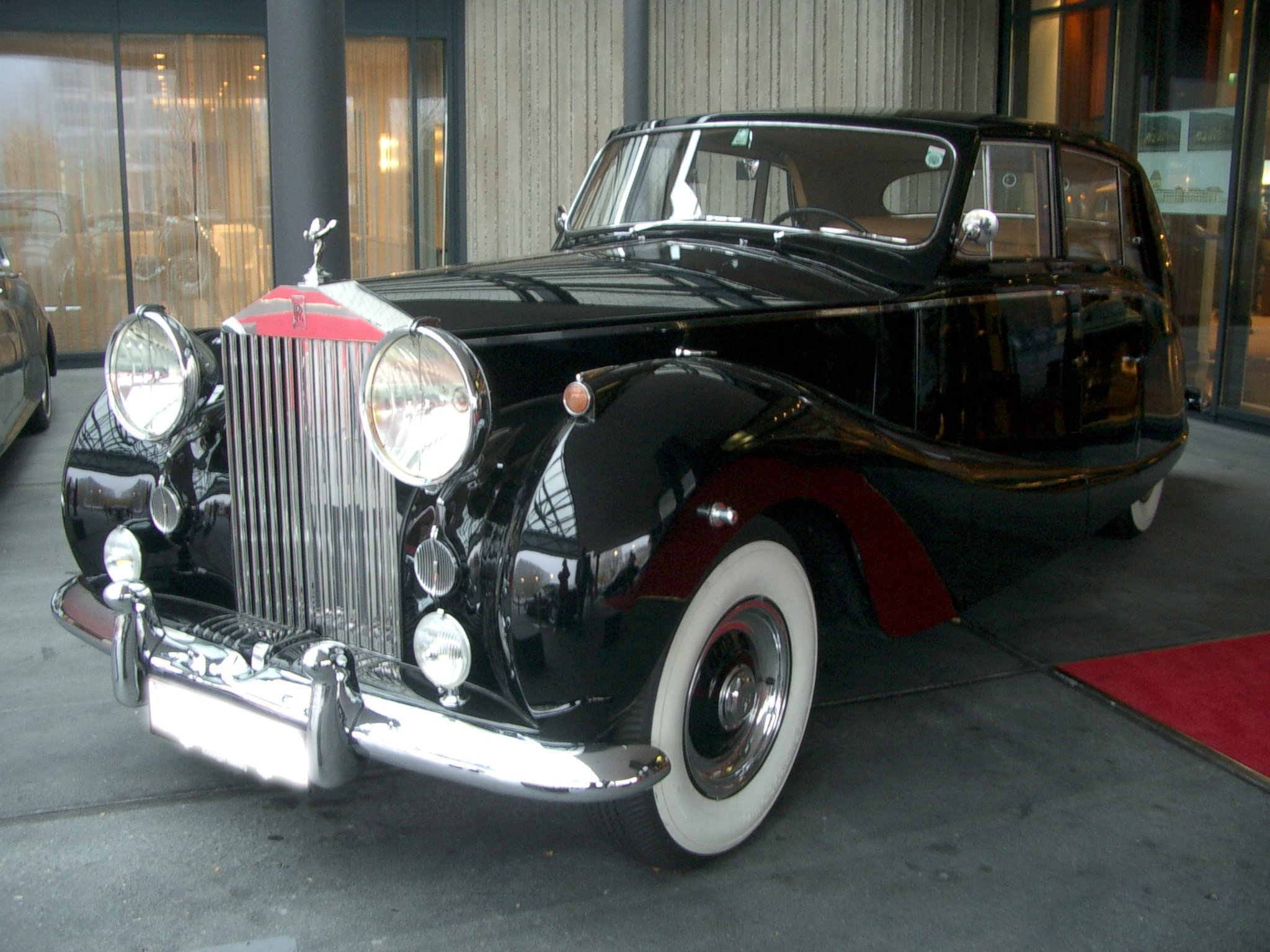
シルヴァーレイス

## 初代

### 概要
ダービー工場の設備が老朽化したこと、イギリス空軍から制式採用を勝ち取ったマーリンエンジンの大量生産に伴い手狭になったことから、ロールス・ロイスは1938年にマンチェスター南西部のクルーに工場を新設したが、第二次世界大戦終結に伴いこの工場を自動車生産用に転用することとなった。
この工場は戦前には存在しなかったボディー製作部門を備えており、レイスを一部変更し、「スタンダードスチールボディー」と呼ばれるようになった自前のボディーを載せたベントレー・マークVIを1946年5月に発売した。シルヴァーレイスは事実上このベントレー・マークVIのロングホイールベース版であり、最大の違いはスタンダードスチールボディーを持たず戦前からのロールス・ロイスの伝統に従い独立コーチビルダーにボディーを作ってもらうようになっていたことである。
レイスとの比較では全般的にグレードダウンと見られる変更が多く、評価は確定していないが、実体は極めて真面目な設計であった。
ファントムIVが民間人に販売されなかったため、1959年にファントムVが発売されるまで長い間事実上の最高車種であった。これは第二次世界大戦による経済の疲弊で運転手を使うような金持ちが減ってしまったことに対応するためであった。
1949年にシルヴァードーンが発売され、さらにそれが1955年シルヴァークラウドに置換されても作り続けられ、1959年までにショートホイールベース版1,144台、ロングホイールベース版639台、合計1,783台を生産した。

### 機構
エンジンは当初内径φ3½in=約88.9mm×行程4½in=約114.3mmの直列6気筒で排気量は4,257cc、キャブレターはストロンバーグ製。シリンダーヘッドはアルミニウム製でレイスのOHVクロスフローに対し吸気OHV、排気側サイドバルブのFヘッドとグレードダウンしている。レイスでアルミニウムだったクランクケースは鋳鉄となり、シリンダーと1ピースで製造されるようになった。シリンダーの壁に0.00075inのクロームメッキを施し摩耗と酸化を防いでいる。レイスでギア駆動だったウォーターポンプとダイナモがファンベルトによる駆動になった。トランスミッションは2、3、4速にシンクロを備えるヘリカルタイプ、ファイナルはハイポイドギアはレイスと同じだが新たに2ピースプロペラシャフトを採用していた。
シャシは大荷重に耐えるフルフローティングアクスルからベアリング周りがシンプルなセミフローティングアクスルにグレードダウンしたが、これは単なるコストダウンでなくアクスル材質の向上が背景にあった。ホイールベースはショート版127in=約3,226mm、ロング版133inで、ロング版でもレイスとの比較で3in短縮された。重量はシャシのみ3,168lb=約1,440kgで、約60kg増加している。サスペンションはフロントがコイルスプリングによるダブルウィッシュボーン、リアが半楕円リーフリジッドはレイスと同じだが、ファントムIIIが備えていてレイスも踏襲したオイルダンパーとコイルスプリングをシールドボックス内に収める機構は採用されず、通常のスプリングとアッパーAマウントに装着したダンパーへとグレードダウンされていた。またファントムIIIやレイスでは四輪とも自動だったダンピングレート変更が、このモデルでは手動で、かつ後輪のみとなった。四輪ともケーブル駆動だったブレーキサーボは前輪のみ油圧に変更されていた。ビルドインジャッキは廃止された。

### 変更
エンジンは1951年にオートマチックトランスミッション装着の準備として内径φ92mmとし4,566ccに拡大とともにキャブレターがゼニスとなった。1955年パワーステアリング装着の準備としてさらに内径をφ95.25mmとし4,887ccに拡大するとともにスキナーズ・ユニオンのツインキャブとなった。この間に圧縮比も6.4、6.6、6.75と上げられ1957年からは8となった。
1952年にはゼネラルモーターズハイドラマチックのライセンスを受けてクルーで製造した4段オートマチックトランスミッションがオプションで用意された。1956年秋にパワーステアリングがオプションで用意された。

### 車両
日本で有名な個体としては以下のものがある。
- 1952年頃製造されH・J・ミュリナーが架装し1953年頃駐日英国大使が初めて使った個体は4,566ccエンジン、ゼニス製キャブレター、4速マニュアルトランスミッションを備え、1978年時点で岐阜県に健在であった[8]。
- 朝日麦酒（現アサヒビール）と提携した記念に、1950年代初めバヤリースから山本為三郎に中古車が贈与された[8]。この車両はアメリカで購入されたためルーカスP100にシールドビームを入れている[8]。ボディーカラーが黒でなくバーガンディだったのも話題となった[8]。1978年当時朝日麦酒の大阪工場の地下に眠っていたという[8]。
- 宮内庁が1959年に御料車として購入しており、この個体は小柄な昭和天皇の顔がよく見えるようシートが少し高めに設定されている[8]。

## 2代目
1977年、シルヴァーシャドウがIIにモデルチェンジする際、ロングホイールベース版にシルヴァーレイスIIの名称が使われた。シルヴァーシャドウIIのホイールベースを3,040mmから3,140mmに延伸しその分を後席の居住性向上に充てており、また運転席と後席との間にパーティションウォールを取り付けるなどリムジンとしての用途を考慮した変更がされているが、その他の点ではシルヴァーシャドウIIと変わらない。1980年にシルヴァーシャドウII/シルヴァーレイスの後継車種シルヴァースピリット/シルヴァースパーが発売されたが、シルヴァーシャドウII/シルヴァーレイスIIも1983年まで併売された。